# Plastic Ono Band
Plastic Ono Band là ban nhạc được thành lập bởi John Lennon và Yoko Ono vào năm 1969 để tương tác với các dự án cộng tác và solo của họ.
Lennon và Ono bắt đầu có quan hệ tình cảm và đồng nghiệp từ năm 1968, và họ có được một vài sản phẩm mang tính thể nghiệm. Sau khi kết hôn vào năm 1969, họ quyết định rằng tất cả các sản phẩm sau này sẽ được ghi và hoạt động dưới một cái tên duy nhất là Plastic Ono Band. Siêu ban nhạc này bao gồm rất nhiều nhạc sĩ cộng tác lần lượt, có thể kể tới Eric Clapton, Klaus Voormann, Alan White, Billy Preston, Jim Keltner, Delaney & Bonnie and Friends, và 2 cựu thành viên của The Beatles là George Harrison và Ringo Starr. Sau khi bộ đôi chuyển tới New York, họ tiếp tục hoạt động cùng nhóm Elephant's Memory dưới tên "Plastic Ono Elephant's Memory Band". Các sản phẩm khác của Lennon đôi lúc cũng được sử dụng cho dự án này, cho đến khi họ dừng hoạt động vào năm 1974.
Kể từ năm 2009, Ono cùng con trai Sean Lennon bắt tay vào khôi phục lại ban nhạc với tên gọi Yoko Ono Plastic Ono Band và cũng có được vài hoạt động đáng kể.

## Danh sách đĩa nhạc
Album phòng thu
- John Lennon/Plastic Ono Band (1970)
- Yoko Ono/Plastic Ono Band (1970)
- Some Time in New York City (1972)
- Approximately Infinite Universe (1973)
- Feeling the Space (1973)
- Mind Games (1973)
- Walls and Bridges (1974)
- Between My Head and the Sky (2009)
- Take Me to the Land of Hell (2013)

Album trực tiếp
- Live Peace in Toronto 1969 (1969)
- Live in New York City (1986)

EP
- Don't Stop Me! (2009)
- The Flaming Lips with Yoko Ono/Plastic Ono Band (2011)

Album tuyển tập
- Shaved Fish (1975)